# Irinel Voicu
Irinel Constantin Voicu (n. 9 mai 1977, Târgoviște) este un fost jucător român de fotbal a jucat pe postul de fundaș.